# Primula minor
Primula minor är en viveväxtart som beskrevs av Isaac Bayley Balfour och Kingdon-Ward. Primula minor ingår i släktet vivor, och familjen viveväxter. Inga underarter finns listade i Catalogue of Life.